# Франц Јанке
Франц Јанке (1790-око 1860) је био хабзбуршки инжењер и архитекта, по пореклу Словак, кога је тадашња  Управа за јавне радове града Београда позвала у Србију да пројектује нове, савремене зграде у стилу који би доличио Србији 1830-их. 
Убрзо након Хат-и Хумајуна (познатог и као Хати-шериф ) 1830. године и стицања делимичне независности од Отоманског царства, кнез Милош Обреновић је схватио да са људством којим располаже тадашња Србија, не може да реализује своју идеју о новом граду, па је затражио помоћ од стручњака који су живели царској Аустрији .   Први "правителствени инжинир" био је Словак Франц Јанке. Јанке је дошао из Беча на препоруку Цветка Рајовића, тадашњег градоначелника Београда.  Јанке је у Србији у најтежим временима њене обнове остао девет година. Отпуштен је током  династичких превирања 1839. године. Њему се приписује континуирана распрострањеност западних архитектонских концепата у Србији.  Приписују му се Саборна црква, Ђумрукана (Царинарница) у Карађорђевој улици порушена током Другог светског рата, иначе прва грађевина у Београду у духу класицизма, затим фасада Државног савета у Улици краљице Наталије 29, такође порушена, кућа Цветка Рајовића, касније Реалка   на углу Узун-Миркове и Тадеуше Кошћушка, и урбанистички план ширег простора око угла Краља Милана и Кнеза Милоша . Кућа Цветка Рајовића је прва стамбена зграда у Београду изграђена под утицајем западњачког стила, зналачки и са богатом фасадном декорацијом.
Убрзо су га пратили и други архитекти као што су Јан Неволе, Чеху Јохан Франзел, Немац, Јосиф Касано, Никола Живковић, Атанасије Николић, Филип Христовић, Павле Ђаконовић, Константин Радотић, Јања Михајловић, Никола Јовановић, Јован Ристић, Коста . Шрепловић, Андреа Андрејевић, Андрија Вуковић и др 